# Assisen (televisieserie)
Assisen is een Belgische interactieve anthologieserie van Frank Van Mechelen en Lenny Van Wesemael. Het eerste seizoen werd uitgezonden vanaf 8 februari 2023 op Play4. 

## Verhaal
Een moordzaak, een slachtoffer, een beklaagde, een getalenteerde advocaat en een keiharde officier van justitie. De jury wordt gevormd door het publiek, de kijkers, de mensen thuis. Elke kijker maakt deel uit van de grootste jury ooit in Vlaanderen en beslist mee over schuld of onschuld. Daarvoor zal het Vlaamse publiek goed moeten luisteren naar alle getuigenissen en pleidooien die via flashbacks tot leven komen. Twijfel, discussie, achterdocht en een spannende conclusie vormen de basis. Spreken de getuigen de waarheid? Of zijn ze zelf verdacht? De waarheid komt pas aan het licht na het vonnis van schuld of onschuld.

## Seizoen 1:De balletmoord

### Rolverdeling
| Acteur                 | Personage                   |
| ---------------------- | --------------------------- |
| Violet Braeckman       | Eveline Van Laecke          |
| Veerle Dejaeger        | Iris De Laet                |
| Geert Van Rampelberg   | Samuel Indria               |
| Natali Broods          | Sandrijn De Waele           |
| Lukas Bulteel          | Olivier Indria              |
| Filip Peeters          | meester Bregt Craps         |
| An Miller              | procureur Anna Senden       |
| Ben Segers             | Lieven Vangavere            |
| Sara De Bosschere      | Pascale Vangavere           |
| Vic De Wachter         | Henri Indria                |
| Gilda De Bal           | Marie-Claire Indria         |
| Katelijne Verbeke      | rechter Karen Dengler       |
| Michaël Pas            | John Nasser                 |
| Jan Hammenecker        | Tony Dewulf                 |
| Noa Tambwe Kabati      | Aaron De Wilde              |
| Oscar Willems          | Jonas D'Hooghe              |
| Maïmouna Badjie        | Maya Dewulf                 |
| Taunya L. Martin       | Helene Dewulf               |
| Dahlia Pessemiers      | Maria Hernandez             |
| Katrin Lohmann         | Eliza Beekman               |
| Arne De Tremerie       | Felix Coppens               |
| Dolores Bouckaert      | Monique Hellemans           |
| Kim Van Oncen          | Hannelore Verhoeven         |
| Joke Emmers            | Gina De Vos                 |
| Robrecht Vanden Thoren | Bart Adriaensen             |
| Anke Helsen            | Cathy                       |
| Tom Audenaert          | inspecteur Van Osta         |
| Zouzou Ben Chikha      | inspecteur Georges Deprez   |
| Patricia Goemare       | onderzoeksrechter Van Damme |
| Gert Portael           | wetsdokter Fiorentino       |
| Peter Thyssen          | gerechtspsychiater Dejonghe |
| Anouck Luyten          | Sabine                      |
| Els Olaerts            | Jeanne                      |
| Peter Bulckaen         | Geert Verhelst              |
| Ingrid De Vos          | Geneviève                   |
| Lana Mussche           | Lola                        |

### Afleveringen
| Nr. | Titel          | Eerste uitzending |
| --- | -------------- | ----------------- |
| 1   | De balletmoord | 8 februari 2023   |
| 2   | De balletmoord | 15 februari 2023  |
| 3   | De balletmoord | 22 februari 2023  |
| 4   | De balletmoord | 1 maart 2023      |
| 5   | De balletmoord | 8 maart 2023      |
| 6   | De balletmoord | 15 maart 2023     |
| 7   | De balletmoord | 22 maart 2023     |
| 8   | De balletmoord | 29 maart 2023     |

## Seizoen 2:De insulinemoord

### Rolverdeling
| Acteur             | Personage                   |
| ------------------ | --------------------------- |
| Gene Bervoets      | Dirk Dejager                |
| Inge Paulussen     | Amber Dejager               |
| Greg Timmermans    | Frederik Laeremans          |
| Willem De Schryver | Stan Laeremans              |
| Zita Windey        | Luna Laeremans              |
| Gijs De Corte      | Tanguy Leroy                |
| Nathan Naenen      | Axel Liveyns                |
| Ayana Doucouré     | Suzanna Luamba              |
| Barbara Sarafian   | Florence Dumont             |
| Joren Seldeslachts | Jonas Pintens               |
| Filip Peeters      | meester Bregt Craps         |
| An Miller          | procureur Anna Senden       |
| Katelijne Verbeke  | rechter Karen Dengler       |
| Bert Haelvoet      | William "Bill" De Munter    |
| Verona Verbakel    | Linda                       |
| Claude Musungayi   | Jean Luamba                 |
| Daphne Wellens     | Diana                       |
| Maarten Ketels     | Caspar Cooremans            |
| Sien Eggers        | Simonne Peters              |
| Eva Kamanda        | wetsdokter Dezutter         |
| Günther Lesage     | onderzoeksrechter Devoldere |
| Idalie Samad       | inspecteur Lara Paridaens   |
| Bert Verbeke       | inspecteur Flor             |
| Lotte Pinoy        | neuroloog Freya Michielsen  |
| Tine Embrechts     | Annick Van Haeren           |
| Peter De Graef     | psychiater Guy Deruyck      |
| Mieke De Groote    | psychiater Linda Jacobs     |
| Bert Huysentruyt   | veearts Kurt De Vos         |

### Afleveringen
| Nr. | Titel            | Eerste uitzending |
| --- | ---------------- | ----------------- |
| 1   | De insulinemoord | 20 februari 2024  |
| 2   | De insulinemoord | 27 februari 2024  |
| 3   | De insulinemoord | 5 maart 2024      |
| 4   | De insulinemoord | 12 maart 2024     |
| 5   | De insulinemoord | 19 maart 2024     |
| 6   | De insulinemoord | 26 maart 2024     |
| 7   | De insulinemoord | 2 april 2024      |
| 8   | De insulinemoord | 9 april 2024      |

## Seizoen 3:De internaatmoord

### Rolverdeling
| Acteur                   | Personage                  |
| ------------------------ | -------------------------- |
| Lilith Pas               | Charlotte Sterckx          |
| Willem Loobuyck          | Lucas Sterckx              |
| Janne Desmet             | Sarah Laenens              |
| Ini Massez               | Veronique Verbanck         |
| Helder Onkelinx          | Willem Baekelandt          |
| Pepijn Vandelanotte      | Timeau Franssen            |
| Mariam Hakobyan          | Maya Nassar                |
| Jean Janssens            | Pieter-Jan Jacobs          |
| Lowie Pattyn             | Kwinten                    |
| Maksim Stojanac          | Joris Mathijssen           |
| Gilles De Schryver       | meester Jente Van Der Valk |
| Filip Peeters            | meester Bregt Craps        |
| An Miller                | procureur Anna Senden      |
| Katelijne Verbeke        | rechter Karen Dengler      |
| Simon Van Buyten         | Jimmy Van Der Auwera       |
| Erik Van Looy            | Ben Jacobs                 |
| Sven De Ridder           | Alain Franssen             |
| Mieke Dobbels            | Caroline                   |
| Gert Winckelmans         | Serge Sterckx              |
| Peter Seynaeve           | Karel Baekelandt           |
| Ans Vroom                | Chantal                    |
| R. Kan Albay             | Ali Nassar                 |
| Sandrine Van Handenhoven | Talisa                     |
| Aline Cornelissen        | activist                   |
| Kristine Van Pellicom    | wetsdokter                 |
| Lisah Adeaga             | inspecteur Helena          |
| Ferre Van den Broeck     | Fenne                      |
| Jente D'Hose             | Emma                       |

### Afleveringen
| Nr. | Titel             | Eerste uitzending |
| --- | ----------------- | ----------------- |
| 1   | De internaatmoord | 8 april 2025      |
| 2   | De internaatmoord | 15 april 2025     |
| 3   | De internaatmoord | 22 april 2025     |
| 4   | De internaatmoord | 29 april 2025     |
| 5   | De internaatmoord | 6 mei 2025        |
| 6   | De internaatmoord | 13 mei 2025       |
| 7   | De internaatmoord | 20 mei 2025       |
| 8   | De internaatmoord | 27 mei 2025       |